# Nederlandse Organisatie voor Wetenschappelijk Onderzoek

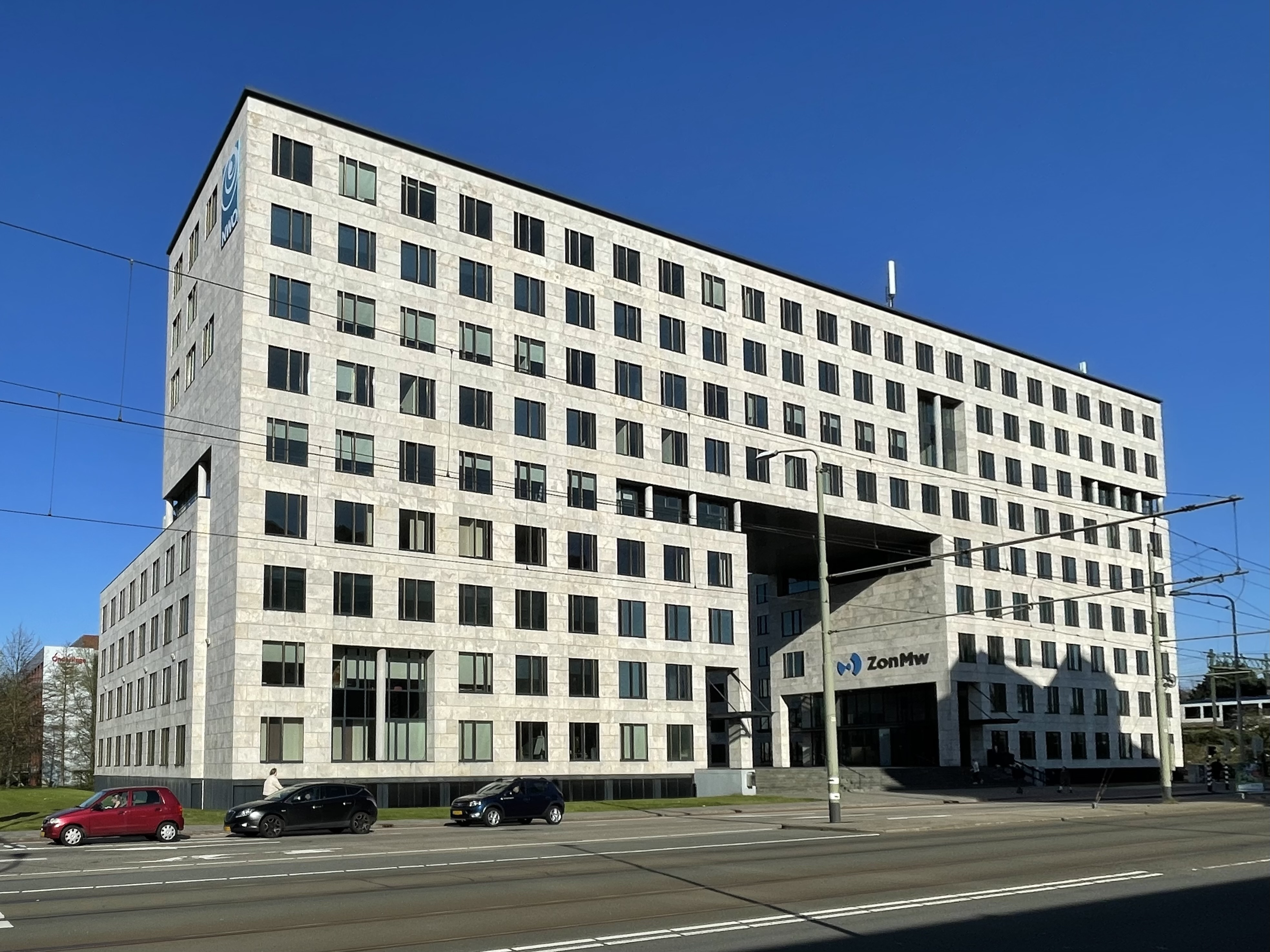
Hoofdkantoor NWO te Den Haag

De Nederlandse Organisatie voor Wetenschappelijk Onderzoek (NWO) is de nationale Nederlandse wetenschapsfinancier (tweedegeldstroomfinancier) en heeft tot taak het wetenschappelijke onderzoek in Nederland te bevorderen.
NWO is een zelfstandig bestuursorgaan met wettelijk vastgelegde taken. De organisatie valt onder de verantwoordelijkheid van het ministerie van Onderwijs, Cultuur en Wetenschap. Jaarlijks investeert NWO bijna 1 miljard euro in nieuwsgierigheidsgedreven onderzoek, onderzoek met betrekking tot maatschappelijke uitdagingen en onderzoeksinfrastructuur. NWO beheert negen onderzoeksinstituten en faciliteert internationale samenwerking voor onderzoekers. Op deze manier financiert NWO het onderzoek van ruim vijfduizend onderzoekers.  De huidige voorzitter is internist en hoogleraar geneeskunde Marcel Levi (1964).
Jaarlijks reikt NWO de NWO-Spinozapremie en de NWO-Stevinpremie uit.

## NWO-organisatie
De organisatie stimuleert kennisbenutting en bevordert de overdracht van kennis naar de maatschappij. NWO wordt bestuurd door een raad van bestuur en bestaat uit verschillende organisatieonderdelen: domeinen, (onderzoeks)instituten en tijdelijke regieorganen. Deze hebben elk hun eigen werkveld en bestuur.

### Domeinen
De domeinen van NWO verstrekken financiering, veelal binnen onderzoeksprogramma's, speciaal voor onderzoekers uit hun specifieke disciplines. De domeinen hebben daartoe eigen budgetten, een eigen bestuur en directie.
- Exacte en Natuurwetenschappen (ENW)
- Sociale en Geesteswetenschappen (SGW)
- Toegepaste en Technische wetenschappen (TTW)

Medische Wetenschappen is in 2001 ondergebracht bij ZonMw. Daarnaast kent NWO het domeinoverstijgend initiatief WOTRO Science for Global Development, dat zich richt op duurzame oplossingen voor maatschappelijke en ecologische problemen in lage- en middeninkomenslanden.

### Financieringslijnen
NWO biedt een palet van instrumenten aan met een aantal modules
1. Open Competitie - Nieuwsgierigheidsgedreven onderzoek
2. Talentprogramma - Nieuwsgierigheidsgedreven ongebonden onderzoek gericht op onderzoekstalent
3. Kennis- en Innovatieconvenant (KIC) - Projecten of programma's in samenwerking met externe publieke en/of private partijen
4. Nationale Wetenschapsagenda (NWA) - Bevorderen dat wetenschap bijdraagt aan maatschappelijke en economische uitdagingen
5. Wetenschappelijke infrastructuur - Realiseren van grootschalige infrastructuur

#### Modules
In de meeste gevallen zullen de programma's en projecten uit bovenstaande ﬁnancieringslijnen worden opgebouwd met de volgende modules:
- Personeel aio/PhD, postdoc, onderzoeker, niet-wetenschappelijk personeel
- Materieel
- Investeringen infrastructuur, databestanden
- Kennisbenutting
- Internationalisering
- Citizen Science

### Instituten
NWO heeft tien onderzoeksinstituten die een strategische bijdrage aan het Nederlandse universitaire onderzoek leveren. Ze coördineren en faciliteren onderzoek op nationale schaal en zijn de thuisbasis voor grote, vaak internationale, onderzoeksvoorzieningen:
- AMOLF
- Advanced Research Center for Nanolithography (ARCNL)
- ASTRON Netherlands Institute for Radio Astronomy
- Centrum Wiskunde & Informatica
- DIFFER (Dutch Institute for Fundamental Energy Research)
- HFML-FELIX
- SRON Netherlands Institute for Space Research
- Nationaal instituut voor subatomaire fysica Nikhef
- Nederlands Studiecentrum Criminaliteit en Rechtshandhaving (NSCR)
- NIOZ Koninklijk Nederlands Instituut voor Onderzoek der Zee

De instituten zijn ondergebracht in de NWO-institutenorganisatie (NWO-I), voluit de Stichting Nederlandse Wetenschappelijk Onderzoek Instituten.

### Overige onderdelen
NLeSc (Netherlands eScience Center, in samenwerking met SURF) maakt deel uit van NWO. Data Archiving and Networked Services (DANS) is een instituut van KNAW en NWO. Stichting voor Fundamenteel Onderzoek der Materie (FOM) en Technologiestichting STW zijn per 1 januari 2017 opgegaan in NWO.

### Regieorganen
De NWO-regieorganen zijn tijdelijke onderdelen met speciale aandacht voor één, vaak multidisciplinair, onderzoeksveld.
- Nationaal Regieorgaan Onderwijsonderzoek (NRO)
- Nationaal Regieorgaan Praktijkgericht Onderzoek SIA (NRPO-SIA)

## Achtergrond
NWO is een zelfstandig bestuursorgaan onder auspiciën van het ministerie van Onderwijs, Cultuur en Wetenschap, ingesteld bij de Wet op de Nederlandse organisatie voor wetenschappelijk onderzoek van 7 juli 1987. NWO heeft kantoren in Den Haag en Utrecht. NWO werd in 1950 opgericht onder de naam Nederlandse Organisatie voor Zuiver-Wetenschappelijk Onderzoek (ZWO). Deze organisatie richtte zich niet op toegepast onderzoek, daarvoor was TNO bestemd. In 1988 werd de taak van ZWO alsnog uitgebreid met strategisch en op toepassing gericht onderzoek en mede daarom werd ZWO omgevormd tot NWO.

## Overige activiteiten
Van 1994 tot 2018 organiseerde NWO samen met de VPRO jaarlijks de Nationale Wetenschapsquiz.